# Rivière Ouiatchouan
Der Rivière Ouiatchouan ist ein Fluss in der Verwaltungsregion Saguenay–Lac-Saint-Jean in der kanadischen Provinz Québec.

## Flusslauf
Der Fluss bildet den Abfluss des Lac des Commissaires. Er durchfließt anschließend die Seen Lac Bouchette und Lac Ouiatchouan. Er fließt unterhalb des Lac Ouiatchouan 25 km durch ein breites Tal in nördlicher Richtung und mündet nahe der zur Stadt Chambord gehörenden historischen Siedlung Val-Jalbert am Südufer des Lac Saint-Jean in diesen.
3,2 km vor seiner Mündung überwindet der Fluss den 72 m hohen Wasserfall Chute Ouiatchouan (⊙).